# Sergio Maria
Hernández  Martínez est un nom espagnol. Le premier nom de famille, en général paternel, est Hernández ; le second, en général maternel, souvent omis, est Martínez.
Sergio María Jesús Hernández y Martínez, né le 1er juillet 1959 à Puebla de Mula, est une personnalité religieuse espagnole, chef de l'Église catholique palmarienne du 15 juillet 2011 au 22 avril 2016 sous le nom de règne de Grégoire XVIII.

## Biographie
Il est le secrétaire particulier du « pape » de l'Église palmarienne, Pierre II, chef jusqu'à son décès en 2011. Pour lui succéder, Sergio Maria est élu par conclave ,, et choisit le nom de Grégoire XVIII pour exercer son ministère. En 2016, il perd la foi et est déclaré « coupable d’apostasie » après avoir entretenu des relations coupables avec une femme, déjà mère de deux enfants, durant plusieurs années au cours de son « pontificat ». Il est destitué le 22 avril 2016 et son secrétaire particulier d'origine suisse Markus Josef Odermatt, alias Eliseo María, lui succède en prenant le nom de Pierre III. Sergio Maria en quittant la résidence pontificale aurait emporté avec lui en toute illégalité une somme de 2 000 000 €, ainsi que de nombreux biens, bijoux et une voiture de marque BMW appartenant à l'Église catholique palmarienne dont il est excommunié et se marie avec la femme qu'il aime.

## Remarque
Il est difficile d'obtenir des informations fiables et vérifiées sur la secte palmarienne, selon des études religieuses du chercheur Jean-François Mayer, en effet, la secte ne communique pas. On sait peu de chose sur ce qui se passe à l'intérieur de l'Église palmarienne. Selon le journal espagnol, ABC, la secte se comporte très discrètement et agit dans le secret, le journaliste Alberto Flores définit la secte comme étant adepte de l'occultisme.